# Boulevard Anspach
Boulevard Anspach (nizozemsky Anspachlaan) je jedna z hlavních tříd v centrální části Bruselu. Protíná centrum v severojižním směru a spojuje jej s městským okruhem. Svůj název má podle primátora města z 19. století, Julese Anspacha (1829 - 1879). Patří k nejrušnějším a nejznámějším bruselským bulvárům; prochází přes náměstí de Brouckère a vede kolem historické budovy bruselské burzy. Ze severní strany ve svém směru pokračují dvě třídy: Boulevard Emile Jacqmain a Boulevard Adolphe Max, Z jižní strany přechází v Boulevard Maurice Lemonnier.
Široký městský bulvár byl vybudován v letech 1868 - 1871 poté, co byla říčka Senne převedena do podzemí, čímž se uvolnila nová stavební plocha. Tramvajová trať vedená prostředkem třídy byla v 70. letech převedena do podzemí. Původně byla ulice upravena jako šestiproudá dopravní tepna; část procházející centrem od náměstí de Brouckère až po Bourse byla v roce 2015 uzavřena pro dopravu a slouží jako pěší zóna. Do roku 2020 byla kompletně rekonstruována, objevila se nová dlažba a přibyly záhony s různými květinami a prostor pro rekreační činnosti.